# Instituto Nacional de Estadística (Bolivien)
Das Instituto Nacional de Estadística [instiˈtuto naθioˈnal de estaˈðistika] (Abkürzung INE; deutsch staatliches Statistikinstitut) ist der bolivianische Statistische Dienst. Aufgabe des Instituts in La Paz ist die Sammlung, Zusammenstellung, Gruppierung und Veröffentlichung der statistischen Daten des Landes Boliviens. Unter anderem ist es auch für die Durchführung der Volkszählung zuständig.
Das Nationale Statistikinstitut wurde im Jahr 1863 als Mesa Estadística, einer Unterabteilung des Finanzministeriums gegründet, das seit 1896 unter der Bezeichnung Oficina Nacional de Inmigración, Estadística y Propaganda Geográfica firmierte. Am 14. Januar 1936 unter der Präsidentschaft von José Luis Tejada Sorzano wurde die Dirección General de Estadísticas y Censos gegründet, die am 30. April 1970 zum Instituto Nacional de Estadística (INE) umgewandelt wurde.